# Luigi Caffarelli
Luigi Caffarelli (Casoria, Nápoles, Italia, 7 de julio de 1962) es un exfutbolista italiano. Se desempeñaba como mediocampista y delantero. Actualmente es responsable del departamento de scouting del Napoli de la Serie A italiana.

## Trayectoria
Se formó en las categorías inferiores del Napoli. En 1982 fue cedido a préstamo a otro club de Campania, la Cavese, que en ese entonces militaba en tercera división italiana. La temporada siguiente regresó al Napoli, donde jugó hasta 1987 (año del primer histórico Scudetto): en total, con la camiseta azzurra, sumó 101 presencias y 9 goles, ganando un campeonato y una Copa de Italia.
Posteriormente fue fichado por el Udinese y el Pescara, en el que militó desde 1988 a 1991. Sus últimos clubes fueron dos conjuntos de Abruzos: el Giulianova y el Avezzano.
En el verano de 2009 fue contratado como responsable del sector juvenil de su primer equipo, el Napoli. Desde 2012 es responsable del departamento de scouting del club napolitano.

## Clubes
| Club              | País   | Año       |
| ----------------- | ------ | --------- |
| SS Cavese         | Italia | 1982-1983 |
| SSC Napoli        | Italia | 1983-1987 |
| Udinese Calcio    | Italia | 1987-1988 |
| Pescara Calcio    | Italia | 1988-1991 |
| Giulianova Calcio | Italia | 1991-1992 |
| Avezzano Calcio   | Italia | 1992-1993 |

## Palmarés

### Campeonatos nacionales
| Título         | Club       | País   | Año     |
| -------------- | ---------- | ------ | ------- |
| Serie A        | SSC Napoli | Italia | 1986-87 |
| Copa de Italia | SSC Napoli | Italia | 1986-87 |